# Friends på turné (TV-serie)
Friends skapades genom en dokusåpa, Friends på turné, som sändes i TV4 under andra halvan av Musikåret 1999. Av 600 sökande valdes Nina Inhammar, Paula Pennsäter, Kristian Hermanson, Stefan Brunzell, Tony Haglund, Marko Siila (Pennsäter och Siila ersattes av Kim Kärnfalk och Peter Strandberg) ut för att bilda ett dansband som efter bara en veckas repeterande skulle premiärspela inför publik på Mossbrotts festplats. Gruppens ursprungliga sångerskor var Nina Inhammar och Paula Pennsäter. Senare under 1999 erbjöds Pennsäter att efterträda Charlotte Nilsson i Wizex, ett annat av Bert Karlssons dansband. Kim Kärnfalk erbjöds då att efterträda Pennsäter i Friends.
Kristian Hermanson har i en intervju sagt att ingen i bandet skulle vilja göra dokusåpan igen, men att alla är glada att de varit med. 

## Säsonger
| Säsong | Ep. | Datum första avsnitt | Datum sista avsnitt |
| ------ | --- | -------------------- | ------------------- |
| 1      | 8   | 1999-08-30           | 1999-10-22          |
| 2      | 10  | 2000-01-20           | 2000-04-06          |

## Episod

### Säsong 1 (1999)
Svenskproducerat underhållningsprogram i åtta delar. Vi följer det nybildade popbandet Friends öden och äventyr i deras strävan att hamna på svensktoppen innan sändningsperioden är över. Innan säsongen började visades ett introduktionsprogram som berättade om den kommande säsongen. 
| Ep.nr | Ep.nr Säsong | Datum      | Tid         |
| ----- | ------------ | ---------- | ----------- |
| 0     | 0            | 1999-08-30 | 20:30-21:00 |
| 1     | 1            | 1999-09-03 | 20:55-21:40 |
| 2     | 2            | 1999-09-10 | 20:55-21:40 |
| 3     | 3            | 1999-09-17 | 20:55-21:40 |
| 4     | 4            | 1999-09-24 | 20:55-21:40 |
| 5     | 5            | 1999-10-01 | 20:55-21:40 |
| 6     | 6            | 1999-10-08 | 20:55-21:40 |
| 7     | 7            | 1999-10-15 | 20:55-21:40 |
| 8     | 8            | 1999-10-22 | 20:55-21:40 |

### Säsong 2 (2000)
| Ep.nr | Ep.nr Säsong | Datum      | Tid         | Handling |
| ----- | ------------ | ---------- | ----------- | --- |
| 9     | 1            | 2000-01-20 | 20:30-21:00 | Svenskproducerat underhållningsprogram. Popbandet Friends lyckades ta sig till svensktoppen, men vad händer nu? Vi fortsätter att följa bandet och medlemmarna, deras relationer till varandra, till Bert Karlsson och det ibland påfrestande livet på turné. En kort sammanfattning av hur allting började när gruppen bildades och vägen till svensktoppen. |
| 10    | 2            | 2000-01-27 | 20:30-21:00 | Vi hamnar mitt i den svenska vintern och vardagen. Där möter vi Friends året efter deras enorma framgångar. - Vad vi har gjort på tre månader gör andra band på fem år, om de ens någonsin kommer så här långt, säger Kristian. Kommer de att komma med i årets Melodifestival och är det i så fall hela bandet som kommer att uppträda? Vi får också se vad som hände med Steve, bandets turnéledare, efter förra turnén och vad han har för planer för framtiden.                                                         |
| 11    | 3            | 2000-02-03 | 20:30-21:00 | |
| 12    | 4            | 2000-02-17 | 20:30-21:00 | I kvällens avsnitt avslöjas att Steve ska ge ut en singel hos Bert Karlsson. Bert Karlsson träffar Lasse Holm som har skrivit låten som Friends ska framföra på melodifestivalen 2000. Holm tycker att det räcker om baratjejerna är med. Detta ökar nu spänningen för Bert och bandet. Marko har redan tidigare hotat med att sluta om inte alla i bandet får ställa upp i melodifestivalen. Bert kommer till spelningen för att meddela bakom scen huruvida bandet kommer att få vara med i melodifestivalen eller inte.  |
| 13    | 5            | 2000-02-24 | 20:30-21:00 | Vi hälsar på hos Tonys familj, där alla med stort intresse följer hans liv och karriär. Trots bandets glädjeyra över att alla ska få delta i melodifestivalen funderar alla lite över de konsekvenser som följer med att bli "kändis". Vi får också se hur det går med Steves slutarbete med cd-singeln inför skivsläppet. |
| 14    | 6            | 2000-03-02 | 20:30-21:00 | Kvällens avsnitt börjar i Sälen. Bert Karlsson ställer killarna i bandet mot väggen. Bert undrar om de verkligen är motiverade att satsa på Friends nu inför Melodifestivalen eller tycker de i själva verket att Friends musik är för mesig? Att slingra sig ur frågan verkar inte gå, för Bert kräver ett svar. Efter ett bråk avslöjar Nina varför hon irriterar sig på allt som Stefan gör. Vi får slutligen följa med Nina hem till Skara där hon förklarar varför hon så ofta är suroch grinig mot de andra i bandet. |
| 15    | 7            | 2000-03-09 | 20:30-21:00 | I kväll möter Friends Lasse Holm för första gången innan Melodifestvalen. De möts i Holms inspelningsstudio för att repetera låten som de ska framföra. Marko tycker inte att det är en Friendslåt. Han säger att det är i själva verket är en tävling mellan låtskrivarna, inte mellan de olika artisterna och vem som helst skulle kunna göra vår låt. |
| 16    | 8            | 2000-03-16 | 20:30-21:00 | I kvällens avsnitt får vi följa med gruppen Friends bakom scenen på Melodifestivalen och se bilder som tittarna inte fick se vid sändningen av Schlager-SM. Vi får också följa alla förberedelser dagarna innan Melodifestivalen - hur hela bandet provar kläder och repar på hotellet. |
| 17    | 9            | 2000-03-26 | 20:30-21:00 | |
| 18    | 10           | 2000-04-06 | 20:00-21:00 | Det sista programmet bjuder på en kavalkad av minnen och återblickar från de månader som bandet Friends följts av ett tv-team. Det börjar med en återfärd till Myråsen där Bert Karlsson dukat upp till middag. Under middagen minns och berättar medlemmarna episoder från tiden när tv-programmen spelats in. |